# Беррайтер, Анна
А́нна Берра́йтер (нем. Anna Berreiter; род. 3 сентября 1999, Берхтесгаден, Бавария) — немецкая саночница. Двукратная чемпионка мира, чемпионка Европы. Призёр чемпионатов мира и Европы. Призёр этапов Кубка мира сезона. Член сборной Германии по санному спорту. Двукратная чемпионка мира среди спортсменок не старше 23-х лет.

## Биография
Анна Беррайтер является военнослужащей, проживает в Бишофсвизене. Тренировалась в RC Berchtesgaden, где её тренером был Патрик Лейтнер.

## Спортивная карьера
Беррайтер прошла различные возрастные категории на международных соревнованиях по санному спорту. Является двукратной чемпионкой мира среди саночниц не достигших возраста 23-х лет. Чемпионка Европы среди юниоров 2019 года.
На чемпионате Германии 2019 года она стала второй в спуске одноместных саночниц. Через два года в Альтенберге повторила этот успех.
На этапах Кубка мира по санному спорту Анна дебютировала в ноябре 2019 года. С тех пор постоянно входит в состав сборной Германии на всех крупных международных соревнованиях. Являлется победителем трёх этапов Кубка мира в спуске на одиночных санях. Дважды побеждала в составе эстафеты. В сезоне 2019/2020 годов в итоговом протоколе Кубка мира заняла четвёртое место.
На чемпионате мира 2021 года, который состоялся в Кёнигзее, Беррайтер завоевала серебряную медаль в спринте. Это первый столь большой успех для немецкой спортсменки.

### Победы на этапах Кубка мира (3)
| № | Сезон   | Дата            | Место    | Дисциплина      |
| - | ------- | --------------- | -------- | --------------- |
| 1 | 2019/20 | 2 февраля 2020  | Оберхоф  | Одиночный спуск |
| 2 | 2019/20 | 29 февраля 2020 | Кёнигзее | Одиночный спуск |
| 3 | 2021/22 | 27 ноября 2021  | Сочи     | Одиночный спуск |